# Feliks Henryk Machnowski

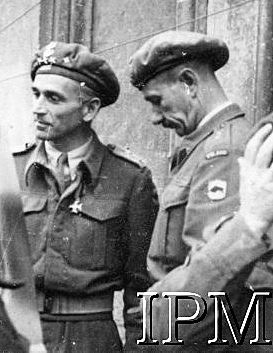
Feliks Henryk Machnowski i Henryk Piątkowski (czerwiec 1944, opodal Jelsi we Włoszech)

Feliks Henryk Machnowski (ur. 20 listopada 1896 w Złoczowie, zm. 1966) – podpułkownik dyplomowany piechoty Wojska Polskiego i Polskich Sił Zbrojnych.

## Życiorys
Urodził się 20 listopada 1896 roku w Złoczowie, w rodzinie Seweryna. Po zakończeniu I wojny światowej i odzyskaniu przez Polskę niepodległości w 1918 roku wstąpił do Wojska Polskiego. Uczestniczył w wojnie polsko-bolszewickiej w szeregach 5 pułku piechoty Legionów w stopniu porucznika, a za swoje czyny otrzymał Order Virtuti Militari. 
3 maja 1922 roku został zweryfikowany w stopniu kapitana ze starszeństwem z dniem 1 czerwca 1919 roku i 1775 lokatą w korpusie oficerów piechoty, a jego oddziałem macierzystym był 5 pułk piechoty Legionów w Wilnie. Z dniem 1 listopada 1924 roku został przydzielony z Batalionu Szkolnego Piechoty DOK III do Wyższej Szkoły Wojennej w Warszawie, w charakterze słuchacza Kursu Normalnego. 11 października 1926 roku, po ukończeniu kursu i otrzymaniu dyplomu naukowego oficera Sztabu Generalnego, został przydzielony do Dowództwa Okręgu Korpusu Nr VI we Lwowie. 18 lutego 1928 roku został awansowany do stopnia majora ze starszeństwem z dniem 1 stycznia 1928 roku i 189 lokatą w korpusie oficerów piechoty. W 1932 roku był oficerem 51 pułku piechoty Strzelców Kresowych w Brzeżanach. W 1934 roku został przeniesiony do Biura Inspekcji Generalnego Inspektora Sił Zbrojnych. W 1936 roku został członkiem Komisji Odznaki Pamiątkowej GISZ. W 1936 roku został awansowany do stopnia podpułkownika w korpusie oficerów piechoty. W 1939 roku był zastępcą szefa Biura Inspekcji GISZ i oficerem do spraw wyszkolenia.
Po wybuchu II wojny światowej, kampanii wrześniowej i agresji ZSRR na Polskę z 17 września 1939 roku został aresztowany przez Sowietów. Został deportowany w głąb ZSRR. Na mocy układu Sikorski-Majski z 30 lipca 1941 roku odzyskał wolność, po czym wstąpił do formowanej Armii Polskiej w ZSRR gen. Władysława Andersa. W trakcie przemieszczania wojsk polskich w stopniu podpułkownika pełnił funkcję dowódcy ośrodka ewakuacyjnego w Teheranie. Wraz z 2 Korpusem Polskim Polskich Sił Zbrojnych  przebył szlak przez Bliski Wschód. Brał udział w kampanii włoskiej. Uczestniczył w bitwie o Monte Cassino pełniąc funkcję zastępcy dowódcy 5 Wileńskiej Brygady Piechoty, a następnie od 17 maja do 4 czerwca 1944 roku dowódcy tej brygady. Od grudnia 1944 roku w Peebles w Szkocji jako wykładowca Wyższej Szkoły Wojennej PSZ.
Po wojnie pozostał na emigracji. Osiadł w Argentynie, gdzie w Buenos Aires w 1962 roku wydał publikację pt. Wilki zedrą łańcuchy a świnie sądzone będą.

## Ordery i odznaczenia
- Krzyż Srebrny Orderu Virtuti Militari
- Krzyż Walecznych (trzykrotnie)
- Srebrny Krzyż Zasługi (16 marca 1928)[17]
- Krzyż Pamiątkowy Monte Cassino nr 15259[18]
- Odznaka Pamiątkowa Generalnego Inspektora Sił Zbrojnych (12 maja 1936)
- Krzyż Oficerski Orderu Świętego Aleksandra (Bułgaria, 1936)[19]
- Krzyż Wojskowy (Wielka Brytania)[20]
- Medal 10 Rocznicy Wojny Niepodległościowej (Łotwa, 1929)[21]